# CSKA Kiev
CSKA Kiev (Oekraïens: ЦСКА Київ) is een Oekraïense voetbalclub uit de hoofdstad Kiev.
Tot 1993 heette de club SKA Kiev, SKA was de benaming voor de meeste legerclubs uit de Sovjet-Unie. Tijdens de jaren 70 speelde de club een tijd in de stad Tsjernihiv. De club werd 4 keer kampioen van Oekraïne dat destijds een lagere klasse was in de Sovjet-Unie.
In 1993 werd de naam Zbrojni Syli Oriana aangenomen en later CSK ZSU. Van 1994 tot 1996 en sinds 2002 nam de club de huidige naam aan. Van 1995 tot 2001 was de club het B-team van CSCA Kiev, het huidige Arsenal Kiev. De club eindigde meestal in de middenmoot van de 2de klasse. In 2000 werd de club 5de. Daarna zakte de club wat weg. In 2005 werd de club nog 7de maar in 2006 was de club niet ver van degradatie. De club bleef slecht presteren en degradeerde uiteindelijk in 2008.

## Erelijst
- Oekraïens SSR kampioen
  - 1949, 1951, 1980, 1983